# Ardiosteres
Ardiosteres é um gênero de mariposa pertencente à família Acrolophidae.